# تالار مولوی
تالار مولوی یکی از تالارهای نمایش تهران است و در خیابان ۱۶ آذر در نزدیکی میدان انقلاب قرار دارد. این تالار از هنگام تأسیس تاکنون میزبان نمایش‌های تأثیرگذار بسیاری بوده‌است و بیشتر به نمایش‌های موج نو و تئاتر تجربی اختصاص دارد. این تالار در زمره معتبرترین تالارهای تئاتر دانشگاهی ایران قرار دارد. تالار مولوی به عنوان تنها تالار تئاتر دانشگاهی ایران توانسته پذیرای اجراهای موفق دانشجویان و دانش‌آموختگان تئاتر باشد. این مجموعه زیربخشِ اداره کل امور فرهنگی و اجتماعی دانشگاه تهران است.

## تاریخچه
نخستین بار در سال ۱۳۴۷ ادارهٔ فعالیت‌های فوق برنامهٔ دانشگاه تهران به سرپرستی خانم پری صابری شکل گرفت. پری صابری محل فعلی تالار را که یکی از انبارهای مخروبهٔ دانشگاه بود، با تغییر کاربری به تالار مولوی تبدیل کرد. فعالیت این تالار به صورت رسمی با اجرای نمایش ملاقات بانوی سالخورده نوشته فریدریش دورنمات به کارگردانی حمید سمندریان در دی ماه ۱۳۵۱ هجری شمسی آغاز شد. این تالار در سال ۱۳۵۹ هم‌زمان با انقلاب فرهنگی به مدت سه سال تعطیل شد و پس از بازگشایی از سال ۱۳۶۴ ادارهٔ آن به جهاد دانشگاهی واحد تهران واگذار شد. این تالار در سال ۱۳۸۲ به خاطر بازسازی و تعمیرات به‌مدت چهار ماه تعطیل بود که در این فرصت یک سالن دیگر هم به نام «سالن کوچک» در این مجموعه ساخته شد. تالار مولوی در سال ۱۳۸۹ از مدیریت جهاد دانشگاهی خارج شد و مجدداً زیر نظر اداره کل امور فرهنگی و اجتماعی دانشگاه تهران قرار گرفت. این مجموعه بار دیگر در سال ۱۳۹۳ و به مدت ۱۳ ماه مورد بازسازی کامل در همهٔ حوزه‌های ابنیه‌ای، مقاوم‌سازی، تجهیزاتی و تأسیساتی قرار گرفت و ارتفاع سالن به میزان یک متر افزایش پیدا کرد و نیز یک پلاتو تمرین به مجموعه اضافه گردید.

## مشخصات سالن‌ها
تالار مولوی از دو سالن تشکیل شده‌است: سالن اصلی و سالن کوچک. سالن اصلی تالار مولوی با گنجایش ۱۷۰ نفر تماشاگر، با ابعاد ۱۷٫۸۰ متر عرض در ۲۳٫۵۰ متر طول و ارتفاع ۳ متر، یکی از بهترین سالن‌های بلک باکس ایران است که قابلیت جابه‌جایی جایگاه تماشاگران را داراست. سالن کوچک تالار مولوی با گنجایش ۶۰ نفر تماشاگر، با ابعاد ۶ متر طول در ۵٫۴۰ متر عرض و ارتفاع ۳ متر فضای خوبی را برای تجربه‌های دانشجویی در اختیار گروه‌ها قرار می‌دهد.